# 유지원 (성우)
유지원(1977년 7월 28일 ~ )은 대한민국의 성우로, 2003년 한국방송 성우극회 공채 30기로 입사했다. 배우자는 같은 소속의 성우인 윤동기다.

## 주요 출연작

### 애니메이션
- 미르모 퐁퐁퐁 (대원방송) - 성비서 /보드래
- 제멋대로 요정 미르모 퐁퐁퐁 (투니버스) - 이봄
- 조이드 퓨져스 (대원방송) - 에미
- 극상학생회 (대원방송) - 이즈미 카오리
- 격부술사 요역문 (대원방송) - 런던 / 나유미
- 디지몬 크로스워즈 (대원방송) - 릴리스몬
- 원피스 (KBS) - 라키 / 무스
- KBS 독립영화관 애니 언리미티드 숨바꼭질 (KBS) - 오토코요
- 건담 08MS소대 (애니박스) - 아이나 사하린
- 건담 08MS소대 밀러스 리포트 (애니박스) - 아이나
- 건담 08MS소대 라스트 리조트 (애니박스) - 아이나
- 건스워드 (애니맥스)
- 사이버 포뮬러 더블원 (애니박스) - 칼 리히터 폰 란돌
- 사이버 포뮬러 Zero (애니박스) - 칼 리히터 폰 란돌
- 사이버 포뮬러 SAGA (애니박스) - 칼 리히터 폰 란돌 / 나나세 사츠키
- 로봇보이 (카툰네트워크) - 커트
- 슬레이어즈 리턴 (애니박스) - 샐리나
- 강철의 연금술사 극장판 (애니박스) - 노아
- 블레이징 틴스 (재능방송) - 미니
- 환성신 저스티라이저 (재능방송) - 천시우
- 루팡 3세 TV 스페셜 (애니박스) - 카렌 /기쿄 /다이애나
- 동글동글 문어빵맨 (재능방송) - 핑크
- 우주여행사 야트 (재능TV) - 카네아 메리골드('카르멘')
- 파워퍼프걸 Z (카툰네트워크) - 프린세스 히메나
- 포켓몬스터 불가사의 던전 - 출동 포켓몬 구조대 파이팅즈! - 꼬부기
- 카논 (애니맥스) - 쿠라타 사유리
- 카논 리메이크 (애니맥스) - 쿠라타 사유리
- NHK에 어서오세요 (애니맥스) - 리에 / 나나코 / 준 / 미야 / 푸르링 / 여기자 / 게임 미소녀 / 어린 사토 타츠히로 / 나카하라 미사키의 이모
- 수퍼멍멍이 레츠고 테피 (카툰네트워크) - 누리
- 펌프킨 시저스 (애니맥스) - 앨리스 L. 말빈
- 소녀왕국 표류기 (애니맥스) - 린
- 러키 스타 (애니박스) - 패트리샤
- 팔짝 폴짝 몬타 (카툰) - 나나 / 코코
- 두 사람은 프리큐어 Splash Star (챔프) - 박슬기
- 클라나드 (애니박스) - 후지바야시 쿄
- 꼬마신선 타오 (KBS) - 키키 / 메이엔
- 유후와 친구들 (KBS, 재능) - 패미
- 최강합체 믹스마스터 (KBS) - 앵앵, 에바
- 쌍둥이 맑음 (카툰네트워크) - 루나
- 건스워드 (애니맥스) - 메릿사, 유키코
- 어떤 마술의 금서목록 (애니맥스) - 요시카와 키쿄우
- 모레의 방향 (애니맥스) - 고토미
- 은반의 수호천사 (애니맥스) - 혼죠 미카
- 체포하겠어 극장판 (애니맥스) - 여경
- 사쿠라대전 앵화현란 OVA (애니박스) - 오리히메
- 건담 0083 스타더스트 메모리 (애니박스) - 루체트
- 건담 0083 지온의 잔광 (애니박스) - 포라
- 잠수함 707 OVA (애니박스) - 센타, 아유미, 레이
- 디그레이맨 (애니맥스)
- 바람의 성흔 (애니맥스)
- 데스노트 (애니원) - 사진작가
- 드래곤볼 Z: 신들의 전쟁 - 손오천 / 예언물고기
- 글래디에이터 - 로마 영웅 탄생의 비밀 3D - 엄마
- 프리버즈 : 밍쿠와 찌아의 도시 대탈출 - 클레리(박쥐)
- 캡틴 하록 - 미메(아오이유우)
- 이디야와 얼음왕국의 전설
- 로코왕국의 전설: 엘프킹을 찾아서 - 타오, 야옹이
- 유고와 라라 : 신비의 숲 어드벤처 - 미리
- 옐로우버드 - 자넷, 지지, 마죠리
- 64 ZOO LANE - 루시 (주인공)
- 파블로 - 스테파니, 파피, 부엉이
- 가스파드 - 리사엄마, 빅토리아
- 헷지(KBS) - 헤디
- 마다가스카 (KBS) - 모트 / 동물원 동물 목소리 / 방송 리포터
- 슈퍼와이
- 바비
- 슈퍼 히어로 (Illutionauts)
- 극장판 포켓몬스터 AG: 뮤와 파동의 용사 루카리오

### 영화
- 빨간 구두(Non Ti Muovere/Don't Move) (KBS)
- 특선미니시리즈 4부작 십계 (KBS) - 요게벳
- 럭키 넘버 슬레븐 (KBS) - 맥스의 아들(올리버 데이비스)
- 블라인드 가이 (KBS) - 맨디(제이마 메이스)
- 다크 블루 올모스트 블랙 (KBS)
- 천국의 책방 - 연화 (KBS) - 유이의 동생
- 고야의 유령 (KBS) - 이네스/알리시아 (내털리 포트먼) 역
- 프레리 홈 컴패니언 KBS) - 롤라 (린지 로언) 역
- 해리포터와 혼혈왕자 2009 (극장판) - (라벤더 브라운)
- 트랜스포머 (KBS) - 미카엘라 (메건 폭스)
- 트랜스포머 패자의 역습 (KBS) - 미카엘라 (메건 폭스)
- 테이큰 (KBS) - 아만다(케이티 캐시디) / 가수(홀리 밸런스)
- 소피 숄의 마지막 날들 (KBS) - 기셀라(릴리 정) / 여간수 외
- 호랑이와 눈 (KBS) - 로사 (안나 피리) 외
- 캔디데이트 (KBS)
- 아이 로봇 (KBS) - 방송 앵커(니콜라 크로스비) / 시스템 음성(린낸 제거)
- 결혼하고도 싱글로 남는 법 (KBS) - 루이스의 동생(루이즈 모노)
- 다빈치 코드 (KBS) - 소피의 엄마(크리시언 이매뉴엘) / 어린 로버트 랭던 / 소피의 할머니(리타 데이비스)
- 빅 피쉬 (KBS) - 젊은 산드라 블룸 (앨리슨 로먼)
- 본 아이덴티티 (KBS) - 마리 헬레나 크류츠 (프랑카 포텐테)
- 본 슈프리머시 (KBS) - 마리 헬레나 크류츠 (프랑카 포텐테)
- 본 얼티메이텀 (KBS) - 마리 헬레나 크류츠 (프랑카 포텐테)
- 웨딩 싱어 (KBS) - 린다(안젤라 페더스톤)
- 정무문 (KBS) - 유안(묘가수) / 무술 수련생(이의)
- 와즈다 (KBS) - 아베르(누라 파이살)
- 21그램 (KBS) - 지나(테레사 델가도)

### 외화 시리즈
- 경감 메그레(KBS) - 마르트(에바 제인 윌리스) / 데니스의 아내(베스 쿡)
- 닥터후 시즌 4(KBS) - 아스트리드 페스(카일리 미노그)
- 로스트 시즌 5(KBS) - 샬롯(리베카 메이더)
- 마법사 멀린(KBS) - 모르가나(케이티 맥그라스)
- 미스트리스: 위험한 연인들(KBS) - 쇼번 디번(올라 브래디)
- 셜록(KBS) - 앤시아(리사 맥앨리스터)

### 방송(내레이션)
- 남북의 창 (KBS)
- 아침 뉴스타임 (NEWS) (KBS)
- 이주향의 문화포커스 (KBS 1라디오)
- 라디오 드라마 (KBS)
- 목요컬쳐클럽 (SBS)

### 방송(진행)
- KBS 사교 문화한마당
- KBS 제3라디오 오늘의 신문